# Louis Rédet
Louis Rédet est un archiviste et historien français, né à Delémont le 30 novembre 1807 et mort à Poitiers en 1881.

## Biographie
Sorti de l'École royale des chartes muni du diplôme d'archiviste paléographe en 1834, Louis-François-Xavier Rédet fut nommé archiviste départemental de la Vienne.
Historien, membre de la Société des antiquaires de l'Ouest, membre correspondant de 1837 à 1878 du Comité des travaux historiques et scientifiques, membre correspondant de l'Académie des belles-lettres, sciences et arts de La Rochelle en 1881, il a publié de nombreuses études historiques sur le Poitou, mais sa principale œuvre reste le Dictionnaire topographique du département de la Vienne publié en 1881.

## Œuvres
- Inventaire des archives de la ville de Poitiers, 1883.
- Dictionnaire topographique du département de la Vienne, comprenant les noms de lieu anciens et modernes, 1881, disponible sur Gallica
- Cartulaire de l'évêché de Poitiers ou Grand-Gauthier, 1881.
- Cartulaire de l'abbaye de Saint-Cyprien de Poitiers, 1874.
- Mémoire sur les halles et les foires de Poitiers, 1846, in Mémoires de la Société des antiquaires de l'Ouest.
- Table des manuscrits de D. Fonteneau, conservés à la Bibliothèque de Poitiers, 1839-1855.

## Sources
- Nécrologie par Charles Tranchant, dans Bibliothèque de l'École des chartes, 1882, p. 115-119.
- La Marsonnière (Jules Levieil de), "Notice biographique sur M. Rédet" dans Bulletins de la société des antiquaires de l'Ouest, IIe siècle, t. 2, 1881, p. 354-372